# ملک فاضلی
دکتر ملک فاضلی سیاستمدار ایرانی است. وی رئیس پیشین مرکز بهداشت سراوان بود. وی هم‌چنین در سال‌های ۹۸ و ۹۹ عضو کمیسیون بهداشت شد. او چشم‌پزشک معروف سراوانی است که موفق شد در یازدهمین انتخابات مجلس شورای اسلامی که در تاریخ ۲ اسفند ۱۳۹۸ برگزار شد، با کسب ۴۳ هزار و ۵۳۰ رای از مجموع ۱۱۹ هزار و ۱۰۷ رأی صحیح، از حوزه انتخابیه سراوان، سیب و سوران و مهرستان از استان سیستان و بلوچستان انتخاب گردد و به مجلس راه یابد. وی دارای مدرک تخصص در رشته چشم‌پزشکی است.